# Dodona chrysapha
Dodona chrysapha är en fjärilsart som beskrevs av Hans Fruhstorfer 1910. Dodona chrysapha ingår i släktet Dodona och familjen Riodinidae. Inga underarter finns listade i Catalogue of Life.